# Herby Magny
Herby Magny (* 28. Dezember 1997 in Cap-Haïtien) ist ein haitianischstämmiger Fußballspieler aus den Turks- und Caicosinseln.

## Karriere

### Verein
In der Saison 2014/15 wurde er Meister mit AFC Academy. 2016 erreichte er mit Full Physic den zweiten Platz.

### Nationalmannschaft
Im Zuge der Qualifikation zu der WM 2018 gab Magny gegen die Nationalmannschaft der St. Kitts und Nevis sein Debüt. Sowohl im Hin- als auch im Rückspiel stand er in der Startformation und spielte bis zum Abpfiff. Beide Spiele verloren die Turks- und Caicosinseln mit 2:6.

## Erfolge
- Meister der Provo Premier League: (1)
  - 2014/15 (mit AFC Academy)